# Verordnung über mittelgroße Feuerungs-, Gasturbinen- und Verbrennungsmotoranlagen
Die Verordnung über mittelgroße Feuerungs-, Gasturbinen- und Verbrennungsmotoranlagen (44. BImSchV) sieht für Deutschland nationale Emissionsgrenzwerte für die Luftschadstoffe Schwefeldioxid, Stickstoffoxide und Gesamtstaub vor, die direkt bzw. ab dem Jahr 2025 bzw. 2030 gelten. Nach ihr sind nicht genehmigungsbedürftigen Anlagen zu registrieren und werden deren Emissionen überwacht.
Die Verordnung setzt die Richtlinie (EU) 2015/2193 des Europäischen Parlaments und des Rates vom 25. November 2015 zur Begrenzung der Emissionen bestimmter Schadstoffe aus mittelgroßen Feuerungsanlagen in die Luft in deutsches Recht um.